# Port de Teufelsbrück
El Port de Teufelsbrück o Teufelsbrücker Hafen (en baix alemany Düvelsbrücher Haven) és un petit port esportiu a la vora dreta de l'Elba al barri d'Othmarschen a Hamburg i una parada dels transbordadors públics del HVV de les línies 64 cap a Finkenwerder i 68 cap a la fàbrica d'Airbus.
El pontó-atracador es troba al mig del riu per quedar accessible independentment de la marea. El port esportiu es troba uns 300 metres riu amunt al lloc on els rius Kleine i Große Flottbek aboquen a l'Elba. A baixamar cau sec i les embarcacions no poden entrar-hi ni eixir. Al web oficial del port pot consultar-se l'horari de la marea.

## Història
El nom d'aquest port prové d'un embarcador a l'Elba molt més antic, al qual amarraven els vaixells pesquers i les petites barcasses de mercaderies. Hi havia també una fàbrica de cervesa, ara desapareguda, i una posada. Després de l'annexió de Slesvig-Holstein el 1867, el govern prussià va decidir de desenvolupar la zona i convertir-la en polígon industrial. Llavors es va crear un port per als municipis d'aleshores: Nienstedten i Klein Flottbek. El port es va inaugurar el 1889.
Des del 1933, un club de vela, el Segelclub Unterelbe, va obtenir la part meridional del moll per crear-hi un port esportiu. Després de la Segona Guerra Mundial el trànsit de mercaderies a poc a poc va desaparèixer i només va quedar l'activitat esportiva. El 1962 el moll, desestabilitzat perquè l'Elba havia erosionat els fonaments, va ser derrocat. La zona industrial a l'entorn de l'antic port a poc a poc va transformar-se en zona d'habitatges benestants, valorada per les vistes panoràmiques al riu. El pontó per a embarcacions esportives que hi havia a la petita badia va ser conservar i, juntament a la petita fonda, és ara una destinació d'excursionistes a peu, a bici o amb barca.

## La llegenda de Teufelsbrück

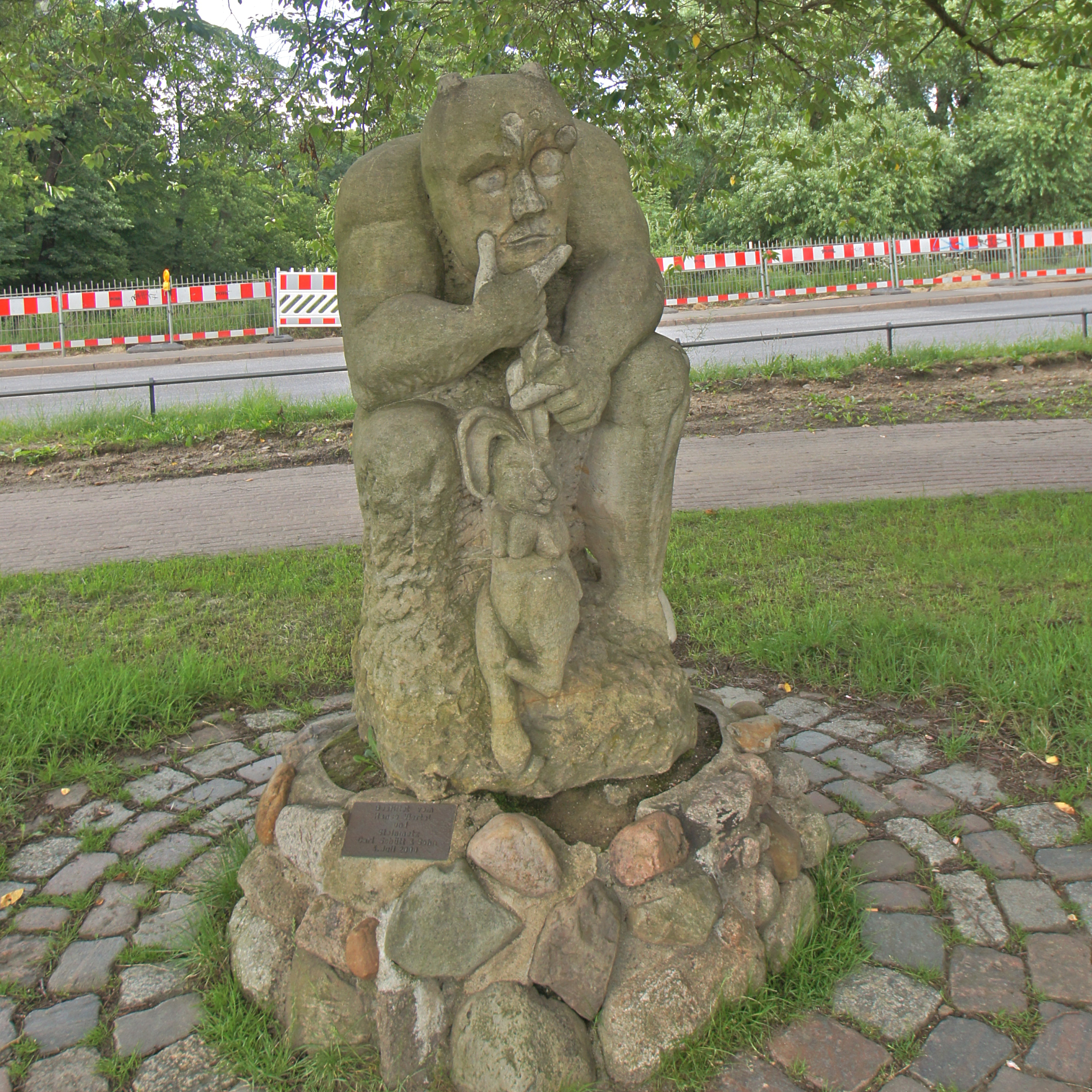
El diable i el conill

Teufelsbrück significa «atracador del Diable». Segons la llegenda, el nom provindria de temps molt antics, quan els habitants del lloc volien construir un embarcador per creuar l'Elba. L'obra no avançava i cada vegada l'Elba arrossegava la construcció quan ja gairebé era acabada. Desesperat, el contractista Appelsteert va pactar amb el dimoni al qual li va prometre el primer ésser que penetraria en l'embarcador nou. El dia de la inauguració tots els notables van disputar-se l'honor de passar el primer per l'obra tan desitjada, quan un petit conill va saltar. El diable, enfadat, va prendre el conill i va saltar a l'Elba. Com a únic record d'aquest esdeveniment quedaria la mala olor de sofre al port. Una llegenda semblant es conta del Pont de Can Vernet a Sant Cugat del Vallès.
- Teufelsbrücke, pintura de Louis Gurlitt (1860)
- Sortida del port vers l'Elba a plenamar
- El pontó dels transbordadors